# Гадюка бірманська
Гадюка бірманська (Azemiops feae) — вид отруйних змій родини гадюкових (Viperidae). Один із 2 видів давнього і примітивного роду гадюк Azemiops, поширених у Південно-Східній Азії.

## Етимологія
Вид названо на честь італійського зоолога Леонарда Фея. Інші назви: «гадюка Фея», «гадюка китайська». 

## Опис

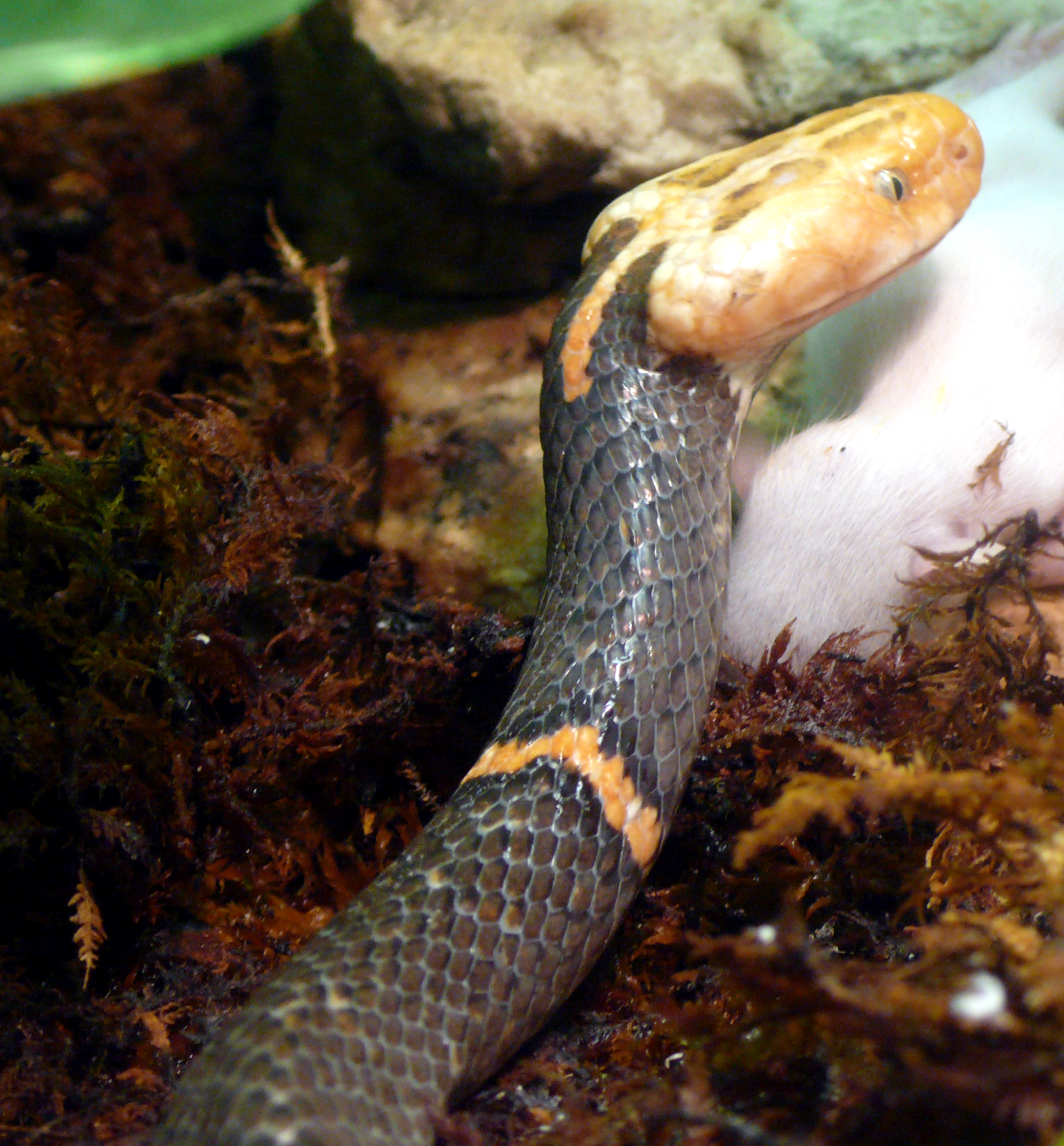

Загальна довжина сягає 80—93 см. Спостерігається статевий диморфізм — самці більші за самиць. Голова пласка, вкрита великими щитками, на тулубі є 17 поздовжніх рядків луски. Отруйні зуби порівняно короткі, подібні по довжині із зубами аспідових змій. Однак форма вкороченої верхньощелепної кістки та її рухливість доводять спорідненість цієї змії з іншими гадюками.
Забарвлення складається зі світлих (помаранчевих, жовтих, білих) вузьких поперечних смуг на темно-коричневому тлі. Голова жовтого кольору з 2 поздовжніми смужками.

## Поширення
Ареал охоплює Південно-Західний Китай (Фуцзянь, Гуйчжоу, Шеньсі, Юньнань, Чжецзян, Хунань, Ганьсу, Аньхой, Гуансі, Сичуань, Цзянсі), Південний Тибет, Північно-Східну М'янму, В'єтнам.

## Спосіб життя
Населяє гірські ліси. Трапляється на висоті 600—1500 м над рівнем моря. Активна вночі. Поживою є гризуни, земноводні, риба, іноді дрібні змії.
Гадюка бірманська належить до яйцекладних змій. Парування відбувається на початку липня. Самиці відкладають до 6 яєць.

## Охорона
Стан більшості природних популяцій виду в межах ареалу залишається більш-менш стабільним. Саме тому він, згідно Червоного списку МСОП, отримав охоронний статус «відносно благополучний вид». Певну загрозу становить деяка експлуатація виду для торгівлі тваринами, де він користується великим попитом серед любителів, які цікавляться рідкісними та привабливими гадюками.

## Практичне значення
Гадюка бірманська користується великим попитом у деяких секторах міжнародної торгівлі домашніми тваринами, де екземпляри цього виду мають високі ціни на західних ринках. Це може бути результатом його дефіциту, оскільки він лише іноді зустрічається в дикій природі і, отже, лише зрідка зустрічається на ринках Китаю.